# Tony Hibbert
Tony Hibbert (n. 20 februarie 1981 în Liverpool, Anglia) este un fotbalist englez care în prezent este liber de contract.